# Brinckmeier
Brinckmeier ist ein deutscher Familienname.

## Herkunft und Bedeutung
Brinckmeier ist eine Variante des Familiennamens Meier.

## Namensträger
- Eduard Brinckmeier (1811–1897), deutscher Publizist, Schriftsteller und Privatgelehrter
- Jürgen Brinckmeier (1935–1984), deutscher Politiker (SPD), Mitglied des Abgeordnetenhauses von Berlin, MdEP
- Marianne Brinckmeier (* 1940), deutsche Politikerin (SPD), Mitglied des Abgeordnetenhauses von Berlin
- Rudolf Brinckmeier (1906–1986), deutscher evangelisch-lutherischer Pfarrer und Oberlandeskirchenrat, Direktor des Braunschweiger Predigerseminars